# Force (Achterbahnmodell)

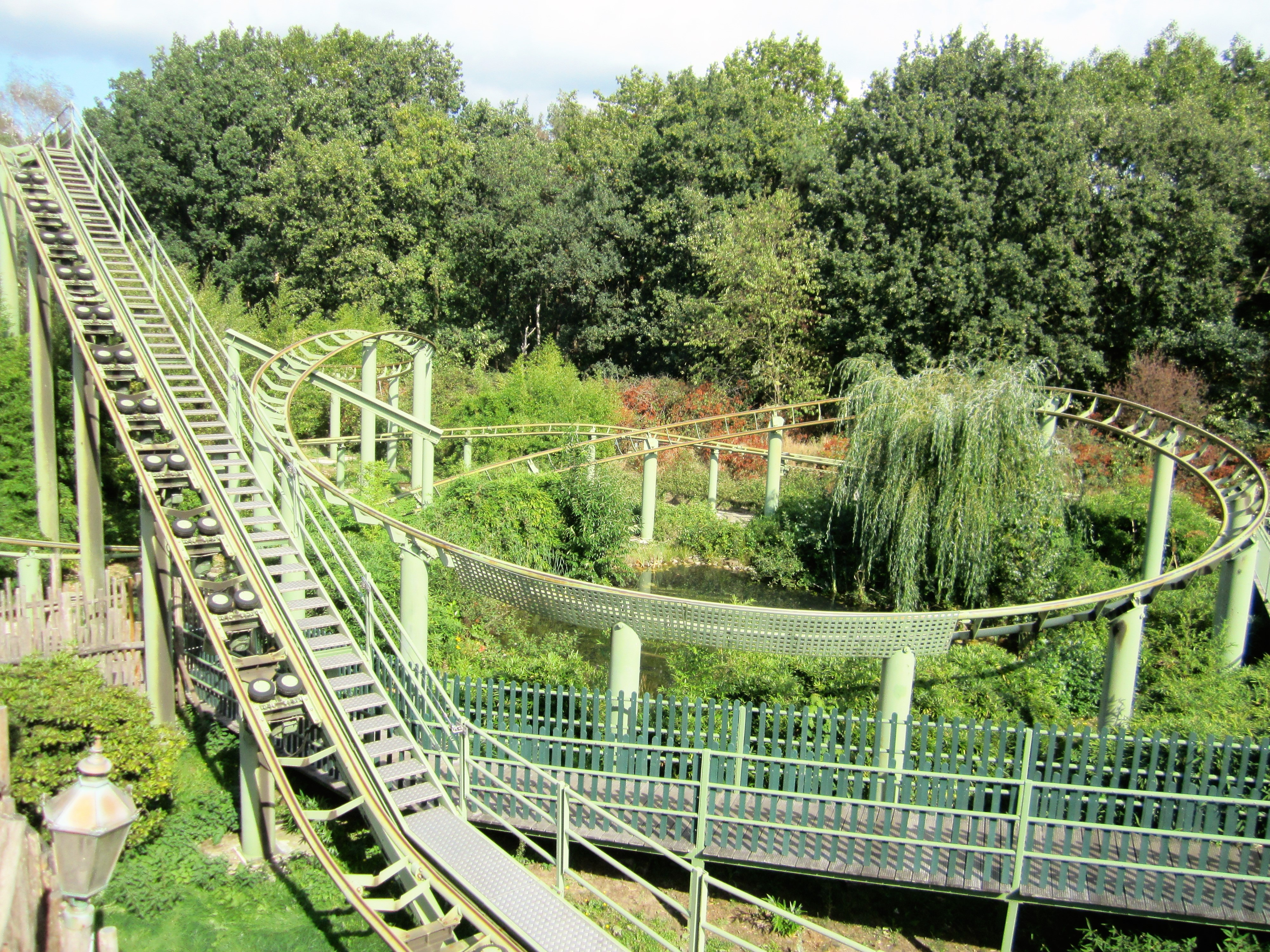
Das meistverkaufte Modell „Force Two“ Donderstenen in Avonturenpark Hellendoorn

Force ist die Bezeichnung einer Achterbahnmodell-Serie des Herstellers Zierer Rides. Es gibt davon sechs Varianten, den Force 190 Force Zero, Force One, Force Two, Force Three, Force Five, Dueling Reverse Coaster und den Force Custom. Es wurden 68 Force-Serien verkauft.

## Force 190
Der Force 190 gehört zu den kleinsten Ablegern der Force Serie. Standardmäßig fährt man mit einem Reibreifen-Antrieb 8 Meter in die Höhe. Auf einer Länge von 220 Metern ist sie 45 km/h schnell. Die erste Auslieferung ging an Busch Gardens Williamsburg mit Gover’s Alpine Express. Die ausgelieferten Varianten unterscheiden sich minimal in Höhe oder Länge.

### Fahrt
Die Bahn fährt aus der Station eine Linkskurve in den 8 Meter hohen Lifthill. Nach dem Lifthill geht es in eine Linkskurve, dann in einem 7 Meter hohen Drop direkt in den darauf folgenden Helix. Danach geht es nach ein paar Kurven wieder Richtung Station.
Die Züge sind vom Betreiber abhängig.

### Auslieferung
| Name                        | Freizeitpark               | Land               | Eröffnung          | Schließung |
| --------------------------- | -------------------------- | ------------------ | ------------------ | ---------- |
| Air Grover                  | Busch Gardens Tampa        | Vereinigte Staaten | 27. März 2010      |            |
| Cowabunga Carts             | Mirabilandia               | Italien            | 17. April 2025     |            |
| Dragon’s Apprentice         | Legoland Malaysia          | Malaysia           | 15. September 2012 |            |
| Ejderha Uçuşu               | Wonderland Eurasia         | Türkei             | April 2019         | 2019       |
| Fun Pilot                   | Walibi Belgium             | Belgien            | 25. Mai 2019       |            |
| Godiståget                  | Kolmården                  | Schweden           | 1. Mai 2015        |            |
| Grover’s Alpine Express     | Busch Gardens Williamsburg | Vereinigte Staaten | 3. April 2009      |            |
| Izio Express                | Jardin des Bêtes           | Frankreich         | 06. Juli 2024      |            |
| Plohseidon                  | Freizeitpark Plohn         | Deutschland        | 21. April 2011     |            |
| Rhonda's Trollfest Express  | Universal Kids Resort      | Vereinigte Staaten | 2026 (im Bau)      |            |
| Super Grovers Box Car Derby | Sesame Place               | Vereinigte Staaten | 26. März 2022      |            |

### Galerie

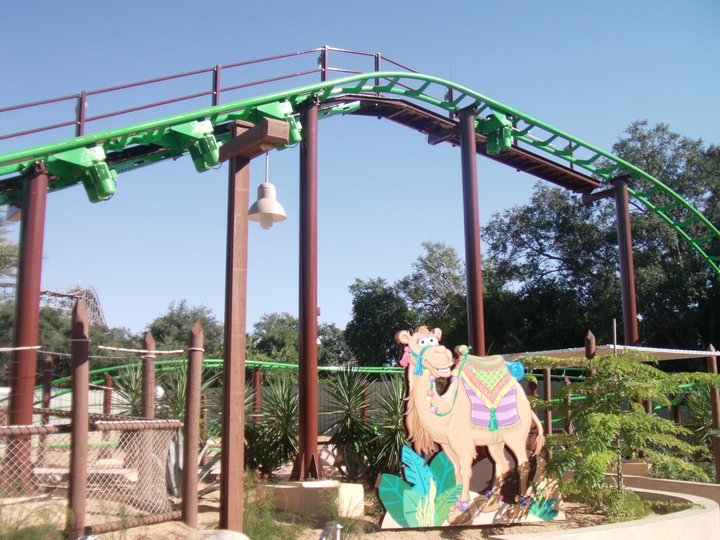
Air Grover in Busch Gardens Tampa
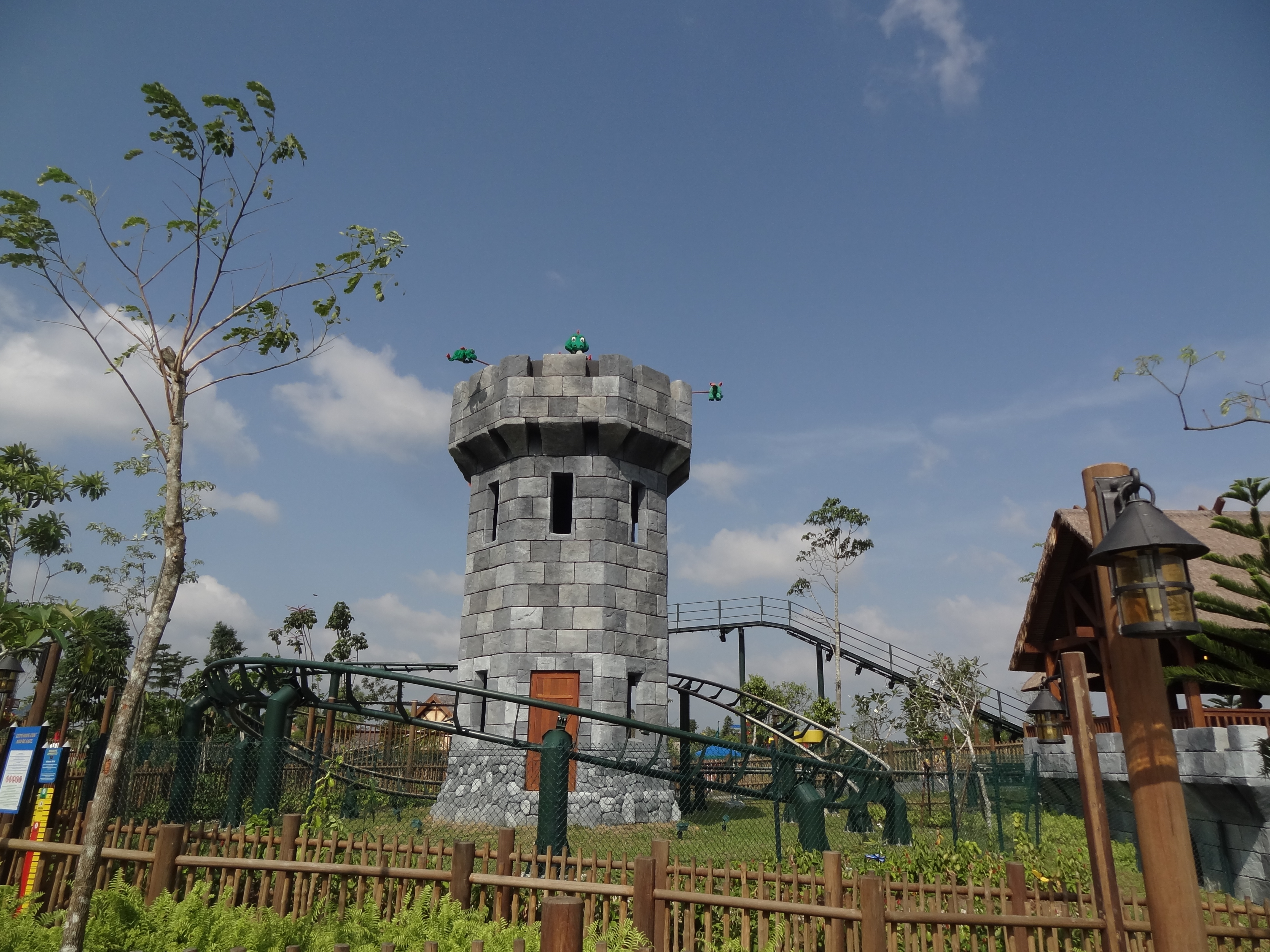
Dragon’s Apprentice in Legoland Maylasia

## Force Zero
Force Zero ist die kleinste Variante der Force-Serie. Sie ist bis zu 4 m hoch auf einer Länge von 70 m, wo sie bis zu 24 km/h schnell werden kann. Die erste Auslieferung war Raupen Express im Schwaben Park.
Das Streckenlayout ist in einem Oval geformt.

### Fahrt
Die Fahrt führt durch ein oval geformtes Streckenlayout. Die Züge werden in einem 4 m hohen Reibreifen-Lifthill hoch gezogen und fahren danach eine linke Abfahrt, indem sie wieder eine Linkskurve fahren, was aussieht wie ein Horseshoe-Element. Dann fahren die Züge wieder in die Station nach der anderen Linkskurve.

### Auslieferung
| Name                        | Freizeitpark            | Land                | Eröffnung      | Schließung |
| --------------------------- | ----------------------- | ------------------- | -------------- | ---------- |
| En avant Seccotine          | Parc Spirou             | Frankreich          | 16. Juli 2018  |            |
| Jungle Ralley               | Djurs Sommerland        | Dänemark            | 27. April 2018 |            |
| Orca                        | Loro Parque             | Spanien             | 2005           |            |
| Penguin Coaster             | Chimelong Ocean Kingdom | Volksrepublik China | 2018           |            |
| Raupen Express              | Schwaben Park           | Deutschland         | 2003           |            |
| Super Grovers Box Car Derby | SeaWorld San Antonio    | Vereinigte Staaten  | April 2004     | 2024       |

## Force 281
Der Force 281 ist der neuste Ableger der Force-Serie, sie wurde am 24. März 2018 in Legoland Billund vorgestellt als Flyvende Ørn (* auf deut. Fliegender Adler). Im Jahre 2019 haben drei weitere 281m Modelle eröffnet.

### Technische Daten
Die Züge fahren direkt von der Station in den 11 m hohen Lifthill, die mit Reibräder angetrieben werden. Nach verlassen des Lifthills fahren die Züge eine Rechtskurve, auf dem 281 m langen Strecke werden die Züge bis zu 46 km/h schnell. Auf der Strecke wurde nur für ein Zug-Betrieb entworfen, der Zug hat 10 Wagen, 2 Personen pro Wagen, insgesamt werden pro Runde 20 Insassen Transportiert.

### Auslieferung
| Name                 | Freizeitpark       | Land               | Eröffnung      |
| -------------------- | ------------------ | ------------------ | -------------- |
| Balatoni Hullámvasút | Zobori Élmény Park | Ungarn             | 13. April 2019 |
| Flight School        | Emerald Park       | Irland             | 18. Mai 2019   |
| Flying Eagle         | Legoland Billund   | Dänemark           | 24. März 2018  |
| Runaway Tram         | Morey’s Piers      | Vereinigte Staaten | 9. August 2019 |

## Force One
Die Variante Force One ist eine der kleinsten Varianten der Force-Serie. Sieben sind aktuell im Betrieb, eine wurde stillgelegt.
Die erste Auslieferung war 1992 und gingen an den Freizeitpark Lochmühle als Eichhörnchenbahn und Erse-Park als Ersi’s Drachenritt.

### Fahrt
Aus der Station fahren die Züge einen 3 m hohen Lifthill hinauf, nach dem Lifthill geht es aus einer Helix, der die Tiefe von 4 m hat, auf eine Fahrtlänge von 180 m.
Besonders auffällig bei manchen Anlagen der Variante ist der Zug im Drachen-Stil.

### Auslieferung
| Name                                  | Freizeitpark              | Land                   | Eröffnung          | Schließung                  |
| ------------------------------------- | ------------------------- | ---------------------- | ------------------ | --------------------------- |
| Draken                                | Furuvik                   | Schweden               | 16. Mai 2020       |                             |
| Eichhörnchenbahn                      | Freizeitpark Lochmühle    | Deutschland            | 1992               |                             |
| Familienachterbahn                    | Erse-Park                 | Deutschland            | 1992               |                             |
| Familien-Achterbahn                   | Tolk-Schau                | Deutschland            | 1995               |                             |
| Flying Dragon                         | Kuwait Entertainment City | Kuwait                 | 20. Juli 2007      | 6. Juni 2016                |
| Force One Coaster Familien-Achterbahn | Kid City Eifelpark        | Indonesien Deutschland | 20. Juni 2014 1995 | zwischen 2019 und 2022 2012 |
| Hundeprut Rutsjebanen                 | BonBon-Land               | Dänemark               | 1993               |                             |
| Indy-Blitz                            | Heide-Park                | Deutschland            | 24. Mai 2008       |                             |
| Speedway Draft                        | NASCAR SpeedPark          | Vereinigte Staaten     | 2004               |                             |

### Galerie

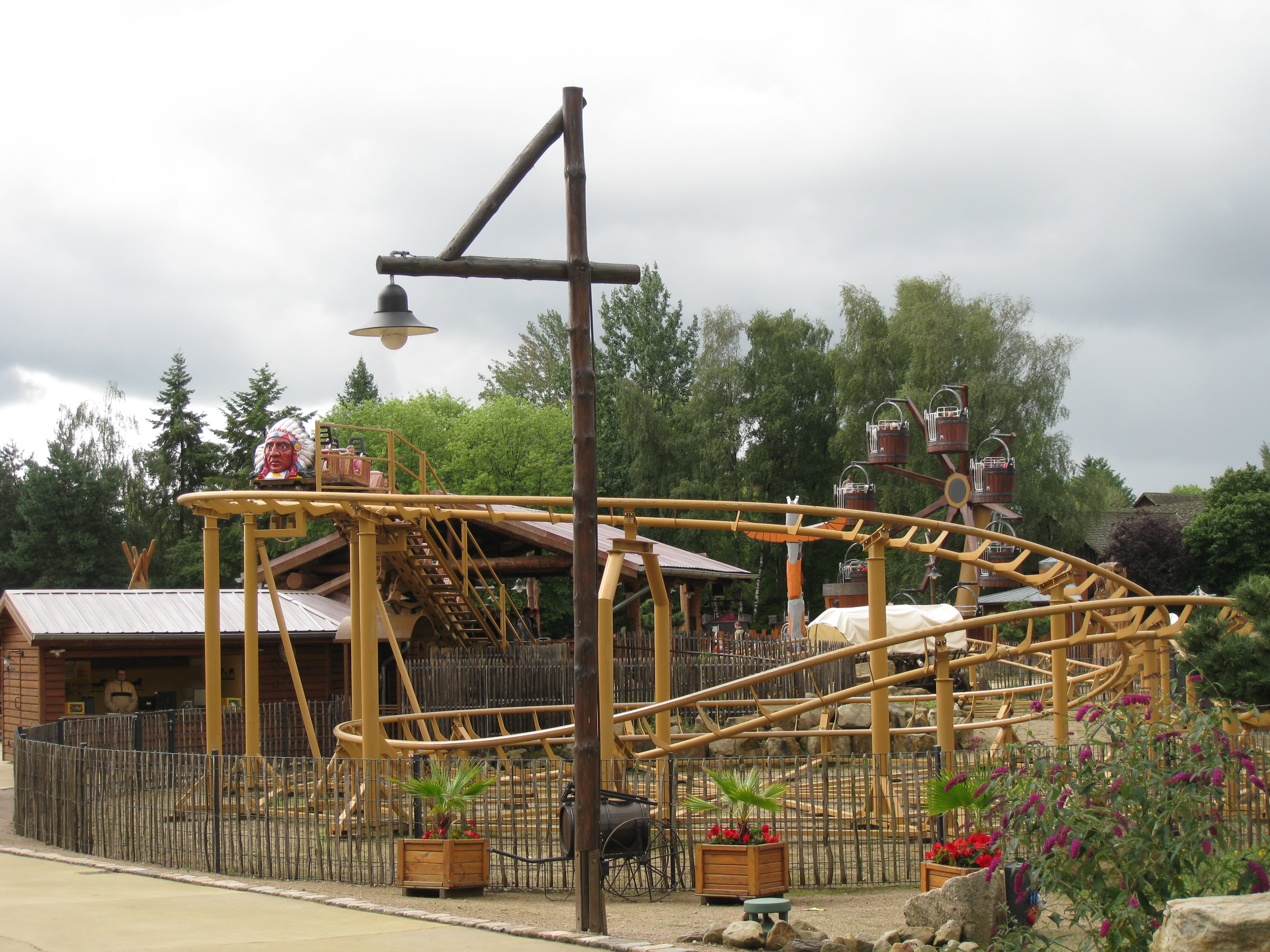
Indy-Blitz in Heide Park Resort

## Force Two
Der Force Two ist eine Erweiterung des Force One. Sie gehört zu den drei kleinsten Varianten dieses Modells. Potts Park in Minden hat die erste Auslieferung dieses Modells im Jahre 1993 gehabt.

### Fahrt
Die Serie Force Two beginnt als allererstes mit einer Kurve in den Lifthill hinein. Auf 9 m angekommen geht es in einen First Drop durch einen Helix. Nach ein paar Kurven fahren die Züge in die Station.
Sie ähnelt sehr dem Force 190 Ableger.

### Auslieferung
| Name                   | Freizeitpark                 | Land                | Eröffnung          |
| ---------------------- | ---------------------------- | ------------------- | ------------------ |
| Achterbahn             | Ticiland                     | Schweiz             | 10. Oktober 2020   |
| Crazy Taxi Coaster     | Trans Studio Mini            | Indonesien          | 28. Juli 2017      |
| Dinolino’s VR-Ride     | Erlebnispark Schloss Thurn   | Deutschland         | 1998               |
| Donderstenen           | Avonturenpark Hellendoorn    | Niederlande         | 9. April 2005      |
| Drachen-Achterbahn     | Tier- und Freizeitpark Thüle | Deutschland         | 1998               |
| Harvest Time           | Jungleland                   | Indonesien          | 2013               |
| Jungle Coaster         | Chimelong Ocean Kingdom      | Volksrepublik China | 2018               |
| Lady Bug               | Carousel Gardens             | Vereinigte Staaten  | 28. Februar 2015   |
| Magic Thunder Coaster  | Trans Studio                 | Indonesien          | 9. September 2009  |
| Potts Blitz            | Potts Park                   | Deutschland         | 1993               |
| Rabalder               | Liseberg                     | Schweden            | 25. April 2009     |
| Roller Coaster         | Parc des Naudières           | Frankreich          | 3. April 2011      |
| Rollercoaster Wikingów | Majaland Kownaty             | Polen               | 29. September 2018 |
| Serpent                | Parc du Petit Prince         | Frankreich          | 8. April 2017      |
| Smerfowy Rollercoaster | Majaland Gdańsk              | Polen               | 1. Juni 2024       |
| Tabalugas Achterbahn   | Plopsaland Deutschland       | Deutschland         | 21. Juli 2018      |
| Van Lake Monster       | Osmaniye Masal Park          | Türkei              | 30. Dezember 2017  |
| Vic's Roller Coaster   | Majaland Praha               | Tschechien          | 27. Dezember 2021  |
| Vilde Hønsejagt        | Djurs Sommerland             | Dänemark            | 1. Mai 2015        |
| Wanted Dalton          | Parc Spirou                  | Frankreich          | 16. Juli 2018      |
| Wickiebaan             | Plopsa Indoor Coevorden      | Niederlande         | 30. April 2010     |
| Wickie Coaster         | Plopsa Indoor Hasselt        | Belgien             | 24. Dezember 2005  |
| Unbekannt              | Majaland Gliwice             | Polen               | 2026               |

## Force Three
Force Three ist eine Variante der Force-Reihe. Diese Serie wurde bisher nur einmal ausgeliefert und steht im SeaWorld Orlando als Super Grover's Box Car Derby. Diese Variante wurde 2006 ausgeliefert.

## Force  Five
Der Force Five wurde als Sonderauslieferung nur für den Legoland-Park entworfen. Diese Variante gibt es in sieben verschiedenen Freizeitparks.
Die Züge bestehen aus Drachen und einer Burg-Thematisierung.

### Auslieferung
| Name           | Freizeitpark         | Land                         | Eröffnung          |
| -------------- | -------------------- | ---------------------------- | ------------------ |
| Castle Coaster | Legoland Shanghai    | Volksrepublik China          | 2025               |
| Dragon         | Legoland Malaysia    | Malaysia                     | 15. September 2012 |
| Dragon         | Legoland Korea       | Südkorea                     | 5. Mai 2022        |
| Dragon         | Legoland Dubai       | Vereinigte Arabische Emirate | November 2016      |
| Dragon         | Legoland New York    | Vereinigte Staaten           | 9. Juli 2021       |
| Dragon Coaster | Legoland Japan       | Japan                        | 1. April 2017      |
| Feuerdrache    | Legoland Deutschland | Deutschland                  | 17.05.2002         |

## Force (Dueling Reverse Coaster)
Der Dueling Reverse Coaster gehört der Force-Reihe an. Die erste und bisher einzige Auslieferung ist die am 6. April 2024 im britischen Legoland Windsor eröffnete Minifigure Speedway. Das besondere an der Variante Dueling Reverse Coaster ist, dass es sich sowohl um zwei getrennte Achterbahnen handelt (Duelling Roller Coaster), die sich ein duellierendes Rennen liefern, als auch dass sie über ein Shuttle-Layout verfügen. Hierbei verfügen die Bahnen nicht über einen geschlossenen Streckenverlauf, sondern besitzen zwei offene Enden. Erreicht der Zug den höchsten Punkt am Ende der Strecke, durchfährt er die Strecke nun wieder rückwärts.

## Force Custom
Die Force Custom gehört der Force-Reihe an. Sie ist nämlich nach Wahl der Parkbetreiber bestimmbar. Die erste Auslieferung ging an den südafrikanischen Themenpark Gold Reef City.

### Auslieferung
| Name                      | Freizeitpark                              | Land                   | Eröffnung          | Schließung |
| ------------------------- | ----------------------------------------- | ---------------------- | ------------------ | ---------- |
| Beach Rescue Racer        | SeaWorld San Antonio                      | Vereinigte Staaten     | 8. März 2025       |            |
| Eulenblitz                | Edelwies                                  | Deutschland            | 2024               |            |
| Farmyard Flyer            | Paultons Park                             | Vereinigtes Königreich | 1. April 2022      |            |
| Huracan                   | Bellewaerde Park                          | Belgien                | 30. März 2013      |            |
| Jozi Express Super Dragon | Gold Reef City Navel Land                 | Südafrika Japan        | Dezember 2004 1995 | 1998       |
| Kamelen                   | Tivoli Gardens                            | Dänemark               | 4. April 2019      |            |
| Linnunrata eXtra          | Linnanmäki                                | Finnland               | 1. Mai 2000        |            |
| Voglwuide Sepp            | Rodel- und Freizeitparadies Sankt Englmar | Deutschland            | 13. Mai 2016       |            |
| unbekannt                 | Duinrell                                  | Niederlande            | 2025               |            |
| unbekannt                 | Sun World Bà Nà Hills                     | Vietnam                | 2024               |            |

### Galerie

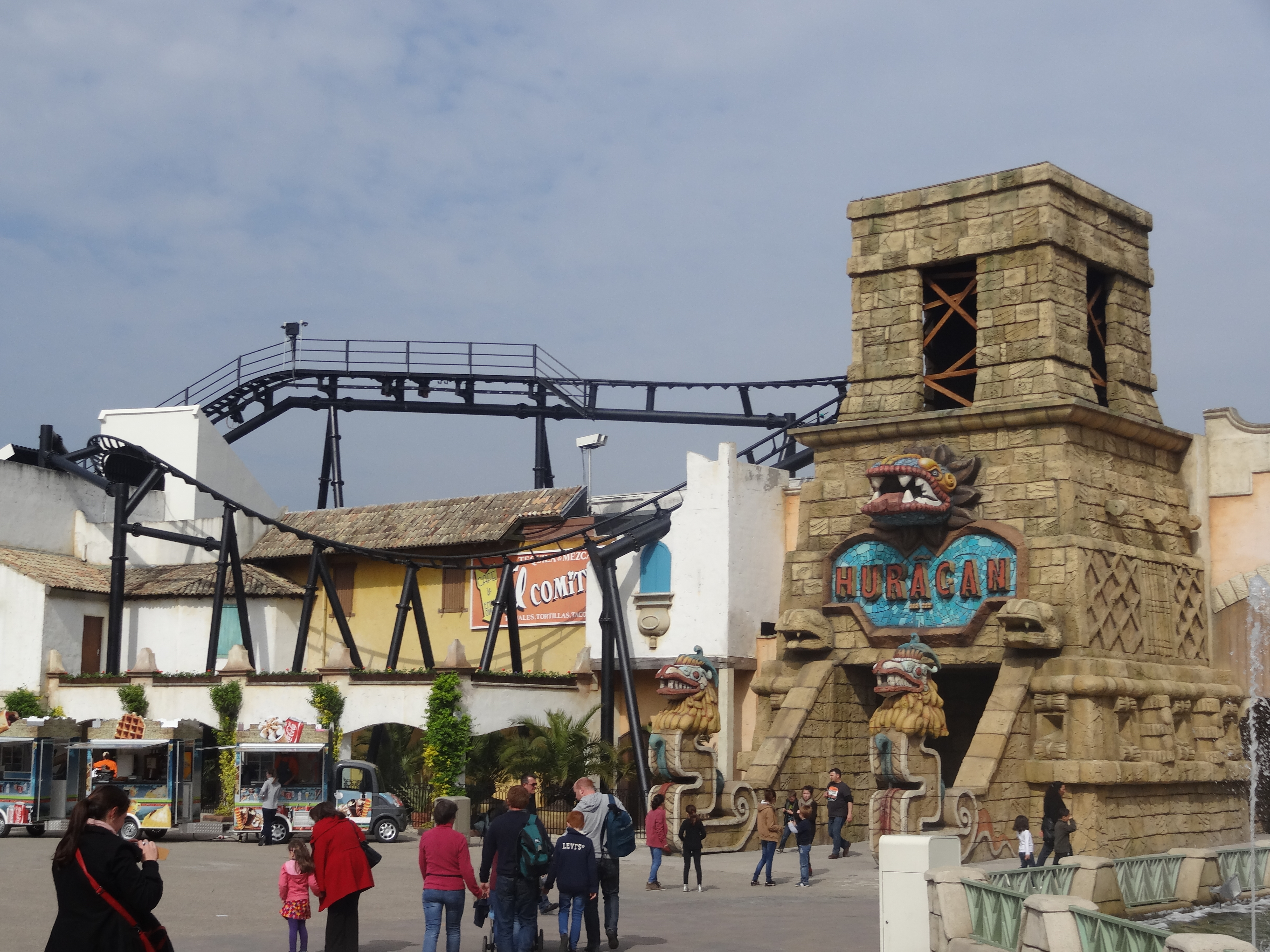
Huracan im Bellewaerde Park
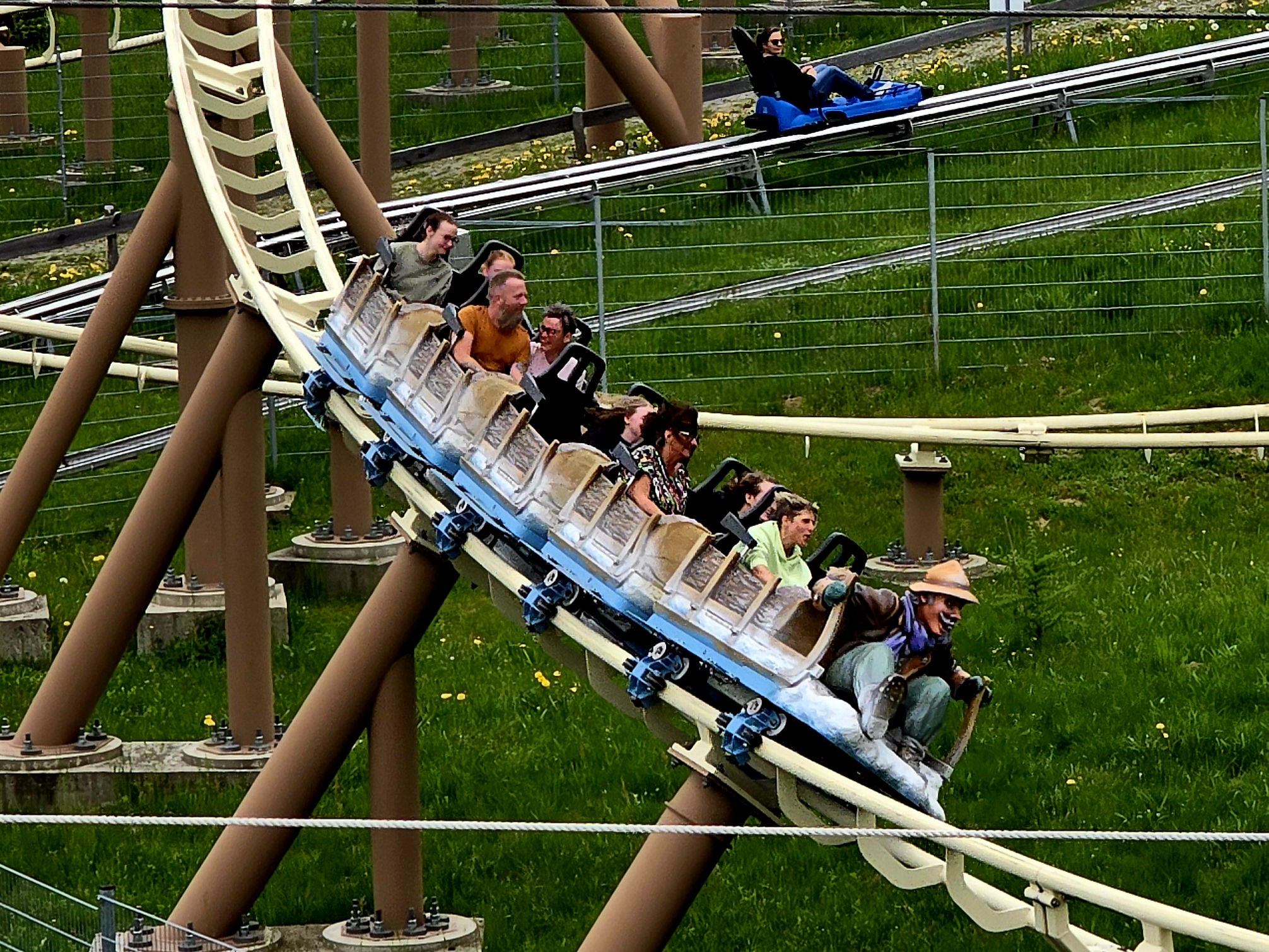
Voglwuida Sepp, Rodel- und Freizeitparadies Sankt Englmar